# Eurydactylodes
Eurydactylodes – rodzaj jaszczurek z rodziny Diplodactylidae.

## Zasięg występowania
Rodzaj obejmuje gatunki występujące w Nowej Kaledonii. 

## Systematyka
Rodzaj zdefiniował w 1878 roku francuski herpetolog i ichtiolog Henri Émile Sauvage w artykule poświęconym gekonom z Nowej Kaledonii opublikowanym na łamach Bulletin de la Société philomathique de Paris. Gatunkiem typowym jest (oznaczenie monotypowe) Eurydactylodes vieillardi. Jednak nazwa – Eurydactylus – którą nadał autor nowemu taksonowi, okazała się młodszym homonimem rodzaju chrząszczy opisanego w 1851 roku, dlatego w 1965 roku niemiecki herpetolog Heinz Wermuth nadał rodzajowi jaszczurek nową nazwę – Eurydactylodes.

### Etymologia
- Eurydactylus: gr. ευρυς eurus ‘szeroki’[5]; δακτυλος daktulos ‘palec’[6].
- Eurydactylodes: rodzaj Eurydactylus Sauvage, 1878; -οιδης -oidēs ‘przypominający’[7].

### Podział systematyczny
Do rodzaju należą następujące gatunki: 
- Eurydactylodes agricolae Henkel & Böhme, 2001
- Eurydactylodes occidentalis Bauer, Jackman, Sadlier & Whitaker, 2009
- Eurydactylodes symmetricus (Andersson, 1908)
- Eurydactylodes vieillardi (Bavay, 1869)